# Pelusios gabonensis
Pelusios gabonensis är en sköldpaddsart som beskrevs av  Auguste Henri André Duméril 1856. Pelusios gabonensis ingår i släktet Pelusios och familjen pelomedusasköldpaddor. Inga underarter finns listade i Catalogue of Life.
Hos stora exemplar blir skölden 33cm lång och 18cm bred. Sköldens färg varierar mellan brun, grå, gulaktig och svart. Ofta finns ett mörkt mönster på framsidan som liknar ett V. Ungar har svarta extremiteter och de blir senare ljusare. Fötterna är utrustade med simhud och klor.

## Utbredning
Arten förekommer i Kongo, Gabon, Ekvatorialguinea, Kamerun, Nigeria, Benin, Príncipe och Centralafrikanska republiken. Exemplaren lever vid vattendrag och i träskmarker. Levnadssättet är antagligen lika som hos andra släktmedlemmar.